# Chadwick, Illinois
Chadwick är en ort i Carroll County i delstaten Illinois, USA.